# Siderastrea savignyana
Siderastrea savignyana är en korallart som beskrevs av Milne Edwards och Jules Haime 1850. Siderastrea savignyana ingår i släktet Siderastrea och familjen Siderastreidae. IUCN kategoriserar arten globalt som livskraftig. Inga underarter finns listade i Catalogue of Life.